# Brylkinia caudata
Brylkinia caudata (Munro ex A.Gray) F.Schmidt, 1868 è una pianta angiosperma monocotiledone appartenente alla famiglia Poaceae (sottofamiglia Pooideae). È l'unica specie del genere Brylkinia F.Schmidt, 1868 e della tribù Brylkinieae Tateoka, 1960.

## Etimologia
Il nome generico (Brylkinia) è stato dato in onore di A.D. Brylkin (nato nel 1859-1863), etnografo e collezionista di piante in Siberia. L'epiteto specifico (caudata) indica che ha una coda e di solito si riferisce alla forma dell'infiorescenza.
Il nome scientifico della specie è stato definito dal botanico baltico-germanico Carl Friedrich Schmidt (1832-1908) nella pubblicazione "Reisen im Amur-Lande" (Reis. Amur-Land., Bot. 199. t. 8) del 1868. Il nome scientifico del genere (Brylkinia) è stato definito dallo stesso botanico nella medesima pubblicazione, mentre il nome scientifico della tribù (Brylkinieae) è stato definito dal botanico contemporaneo Tsuguo Tateoka (1931-1994) nella pubblicazione "Canadian Journal of Botany. Ottawa" (Canad. J. Bot. 38: 962. 1960) del 1960.

## Descrizione

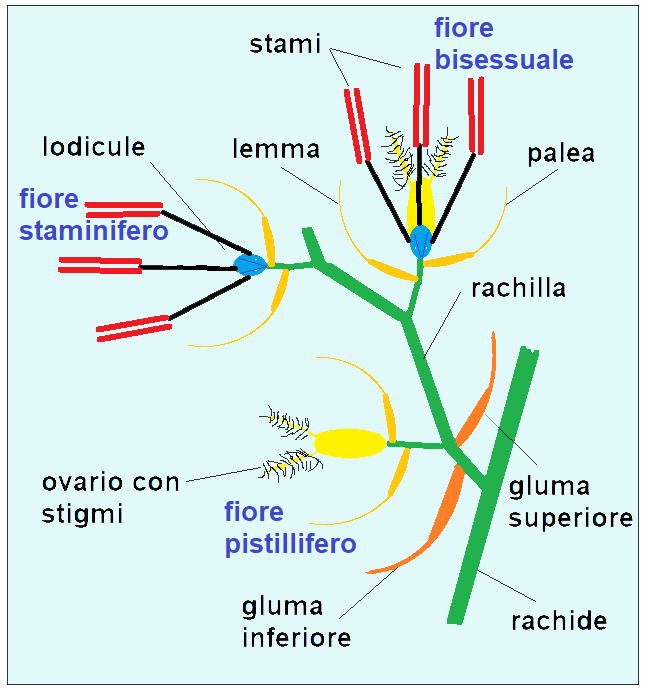
Spighetta generica con tre fiori diversi

### Portamento
Il portamento di questa specie è perenne rizomatoso (i rizomi sono sottili). I culmi sono cavi a sezione più o meno rotonda. In queste piante non sono presenti i micropeli. Massima altezza dei culmi: 70 cm.

### Foglie
Le foglie lungo il culmo sono disposte in modo alterno, sono distiche e si originano dai vari nodi. Sono composte da una guaina, una ligula e una lamina. Le venature sono parallelinervie. Non sono presenti i pseudopiccioli e, nell'epidermide delle foglia, le papille.
- Guaina: la guaina è abbracciante il fusto e priva di auricole; inoltre è fibrosa ed ha dei margini fusi speso uniti a una membrana ialina.
- Ligula: la ligula è membranosa e a volte cigliata.
- Lamina: la lamina è lineare leggermente ristretta alla base e con apici acuminati e con margini involuti e sottili. Dimensione delle foglie: larghezza 0,3 – 1 cm; lunghezza 20 – 30 cm.

### Fiori
- Infiorescenza principale (sinfiorescenza o semplicemente spiga): le infiorescenze, ascellari e terminali, in genere non sono ramificate e sono formate da alcune spighette pendenti ed hanno la forma di una pannocchia aperta. La fillotassi dell'inflorescenza inizialmente è a due livelli, anche se i alcuni casi le successive ramificazioni la fa apparire a spirale.
- Infiorescenza secondaria (o spighetta): le spighette, compresse lateralmente, sottese da due brattee distiche e strettamente sovrapposte chiamate glume (inferiore e superiore), sono formate da due fiori sterili in posizione prossimale e un fiore distale bisessuale. Alla base di ogni fiore sono presenti due brattee: la palea e il lemma. La disarticolazione avviene alla base del pedicello.
- Glume: le glume sono più brevi dei relativi lemmi; quella abassiale ha l'apice acuminato, quella superiore strettamente attenuato; sono presenti 3 venature longitudinali.
- Palee:  le palee hanno in genere due venature e sono cigliate.
- Lemmi: i lemmi a volte sono pubescenti; la pagina abassiale è membranosa, mentre è cartacea verso l'apice; le venature (cinque) generalmente non sono convergenti all'apice; i lemmi dei fiori sterili sono acuminati, quello del fiore bisessuale ha due minuscoli lobi ialini.

I fiori fertili sono attinomorfi formati da 3 verticilli: perianzio ridotto, androceo  e gineceo.
- Formula fiorale:[9]

- , P 2, A (1-)3(-6), G (2–3) supero, cariosside.

- Il perianzio è ridotto e formato da due lodicule, delle squame traslucide, poco visibili (forse relitto di un verticillo di 3 sepali). Le lodicule sono membranose e non vascolarizzate, spesse, trocate e fuse per tutta la loro lunghezza.
- L'androceo è composto da 3 stami ognuno con un breve filamento libero, una antera sagittata e due teche. Le antere sono basifisse con deiscenza laterale. Il polline è monoporato.
- Il gineceo è composto da 3-(2) carpelli connati formanti un ovario supero. L'ovario, glabro, ha un solo loculo con un solo ovulo subapicale (o quasi basale). L'ovulo è anfitropo e semianatropo e tenuinucellato o crassinucellato. Lo stilo, persistente, è unico con due stigmi papillosi e distinti.

### Frutti
I frutti sono del tipo cariosside, ossia sono dei piccoli chicchi indeiscenti, con forme ovoidali, nei quali il pericarpo è formato da una sottile parete che circonda il singolo seme. In particolare il pericarpo è fuso al seme ed è aderente. L'endocarpo è più o meno indurito e l'ilo è lungo e lineare. L'embrione è piccolo e provvisto di epiblasto ha un solo cotiledone altamente modificato (scutello senza fessura) in posizione laterale. I margini embrionali della foglia non si sovrappongono.

## Biologia
In generale nelle Poaceae la fecondazione avviene fondamentalmente tramite l'impollinazione dei fiori per via  anemogama. Gli stigmi piumosi sono una caratteristica importante per catturare meglio il polline aereo.
I semi cadendo a terra, dopo aver eventualmente percorso alcuni metri a causa del vento (dispersione anemocora) sono dispersi soprattutto da insetti tipo formiche (mirmecoria).

## Distribuzione e habitat
Questa specie è presente in Cina (Sichuan, Jilin) e Giappone.
Cresce nelle radure delle foreste al di sotto dei 3.000 m s.l.m..

## Tassonomia
La famiglia delle Poacee comprende circa 800 generi e oltre 9.000 specie. È una delle famiglie più numerose e più importanti del gruppo delle monocotiledoni. La famiglia è suddivisa in 12 sottofamiglie, il genere Brylkinia fa parte della sottofamiglia Pooideae.

### Filogenesi
La tribù Brylkinieae insieme alla tribù Meliceae Rchb., 1828 formano la supertribù Melicodae Soreng, 2017 (entrambi formano un "gruppo fratello"). Dal punto di vista filogenetico è la seconda supertribù, dopo la supertribù Nardodae Soreng, 2017, ad essersi evoluta nell'ambito della sottofamiglia Pooideae. Alcuni Autori descrivono il genere Brylkinia all'interno della tribù Melicea Rchb.
La supertribù Melicodae comprende specie annuali o più spesso perenni. Altri caratteri comuni sono: le infiorescenze sono ramificate oppure no con spighette a più fiori; le glume sono più brevi dei relativi lemmi; la pagina abassiale dei lemmi è membranosa, mentre è cartacea verso l'apice; l'ovario è glabro; lo stilo ha uno stigma persistente a due rami, liberi fin dalla base; i cariossidi hanno una consistenza dura senza lipidi e con granuli di amido compositi; l'ilo  è lungo e lineare.
Per questo gruppo sono note le seguenti sinapomorfie:
- le guaine hanno dei margini fusi speso uniti a delle membrane ialine;
- le vene dei lemmi generalmente non sono convergenti all'apice;
- le lodicule sono spesse, troncate e fuse per tutta la loro lunghezza;
- lo stigma è persistente alla base.

Per la specie di questa voce si hanno le seguenti sinapomorfie:
- le spighette sono formate da due fiori sterili in posizione prossimale e un fiore distale bisessuale;
- la disarticolazione avviene alla base del pedicello.

Il numero cromosomico di B. caudata è: 2n = 40.